# Narue no sekai
Narue no sekai (成恵の世界?), anche noto con il titolo internazionale The World of Narue, è un manga scritto e disegnato da Tomohiro Marukawa, pubblicato dal 1999 al 2012 dalla Kadokawa Shoten e da cui è stata tratta una serie animata.

## Trama
Kazuto Izuka è un quattordicenne che si ritrova letteralmente la vita sconvolta dalla comparsa di Narue Nanase, una giovane ed estroversa aliena che tuttavia ha una madre terrestre. I due finiscono per innamorarsi, tuttavia il loro rapporto viene complicato non solo dalla natura della "ragazza", ma anche dal fatto che alcune sue compagne di classe pensano che l'intera storia sia solo una bugia per mettersi in mostra.

## Media

### Manga
| Nº | Data di prima pubblicazione | Data di prima pubblicazione | Data di prima pubblicazione |
| Nº | Giapponese                  | Giapponese                  |                             |
| -- | --------------------------- | --------------------------- | --------------------------- |
| 1  | 28 giugno 2000              | ISBN 4-04-713346-9          |                             |
| 2  | 25 settembre 2000           | ISBN 4-04-713365-5          |                             |
| 3  | 25 aprile 2001              | ISBN 4-04-713416-3          |                             |
| 4  | 26 febbraio 2002            | ISBN 4-04-713477-5          |                             |
| 5  | 19 dicembre 2002            | ISBN 4-0-4713516-X          |                             |
| 6  | 25 febbraio 2004            | ISBN 4-04-713601-8          |                             |
| 7  | 21 dicembre 2004            | ISBN 4-04-713679-4          |                             |
| 8  | 21 luglio 2005              | ISBN 4-04-713736-7          |                             |
| 9  | 24 ottobre 2006             | ISBN 4-04-713882-7          |                             |
| 10 | 22 marzo 2008               | ISBN 978-4-04-715039-3      |                             |
| 11 | 21 maggio 2010              | ISBN 978-4-04-715455-1      |                             |
| 12 | 23 agosto 2011              | ISBN 978-4-04-715762-0      |                             |
| 13 | 20 febbraio 2013            | ISBN 978-4-04-120589-1      |                             |